# 阿内卡尔
阿内卡尔（Anekal），是印度卡纳塔克邦Bangalore县的一个城镇。总人口33160（2001年）。

## 人口
该地2001年总人口33160人，其中男性17205人，女性15955人；0—6岁人口3969人，其中男2037人，女1932人；识字率66.97%，其中男性为72.69%，女性为60.79%。